# Roberval (Québec)
Pour les articles homonymes, voir Roberval.
Roberval est une ville canadienne au Québec, chef-lieu de la MRC du Domaine-du-Roy, dans la région du Saguenay–Lac-Saint-Jean. Roberval est fondée par Thomas Jamme en 1855 et constituée quatre ans plus tard en municipalité. 

## Histoire
Portant le nom du premier lieutenant-général du pays de Canada, Jean-François de La Rocque, sieur de Roberval (Carcassonne 1500 - Paris 1561), Roberval est constituée en municipalité en 1859. Quatre ans plus tôt, en 1855, Thomas Jamme achète le domaine de Jacob Duchesne qui comprend une maison, un moulin à farine et une scierie sur la rivière Ouiatchouanish et débute l'établissement permanent sur les terres de ce qui deviendra la municipalité de Roberval. En 2005, est commémoré le 150e anniversaire de la ville, soit l'année de l'achat du domaine. Avec Prime Thibeault et Célestin Boivin, Thomas Jamme est considéré comme le fondateur de Roberval. 
En 1857, le canton de Roberval se détache de celui de Ouiatchouan, avant de devenir une municipalité deux ans plus tard, alors qu'elle compte 250 habitants.
La population grandissante en raison des nombreux chantiers de bûcherons de la région provoqua un certain boom économique, et en 1888 la ligne de chemin de fer Québec-Lac-Saint-Jean atteignit la municipalité. La construction de l'hôtel Roberval et l'action de B.-A. Scott qui érigea un moulin à scie participèrent aussi beaucoup à la prospérité de la région.
|  |  |

Roberval continua ensuite son développement de manière assez rapide, étant la porte d'accès à de nombreuses ressources naturelles situées à proximité. Plusieurs institutions dont le sanatorium, le couvent (1925) , l'hôpital Sainte-Élisabeth (1952), entre autres, firent leur apparition.

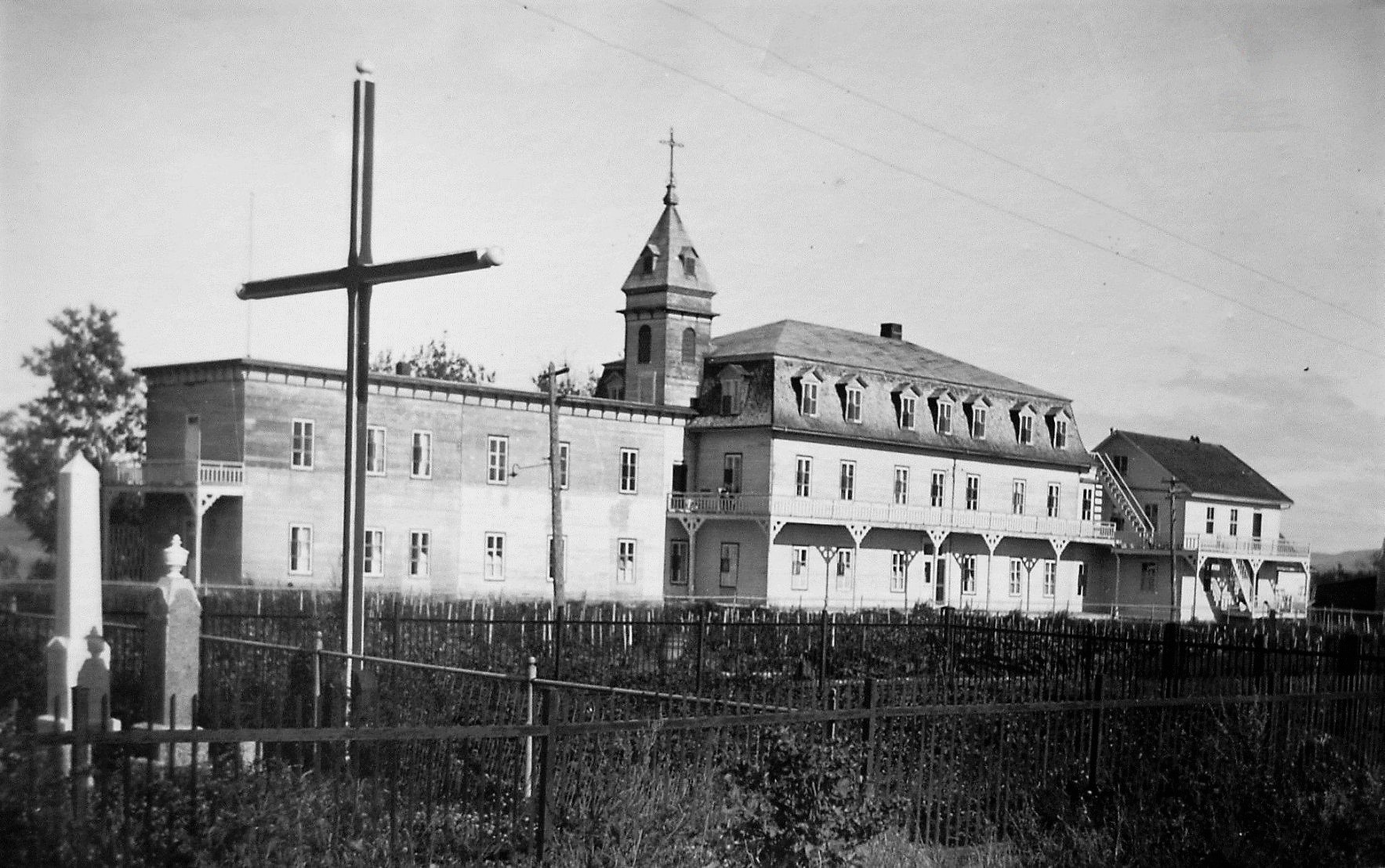
L'Hôtel-Dieu de Roberval vers 1920.

En 1926, la ville subit les affres d'une montée des eaux à la suite de la mise en marche des barrages de la Duke Price. Plusieurs cultivateurs de l'endroit, qui vivaient sur les abords du lac, perdirent définitivement une partie de leurs terres. C'est ce que l'on a appelé la tragédie du lac Saint-Jean. En 1928, de fortes pluies causèrent des inondations qui isolèrent l'hôpital et brisèrent le chemin de fer. Les habitants de la paroisse de Saint-Méthode durent être complètement évacués.
L'année 1955 voit la première traversée du lac Saint-Jean à la nage, remportée par Jacques Amyot de Québec.
Au tournant du XXIe siècle la ville voit son développement compromis par le dépeuplement des « régions-ressources ». Les jeunes quittant vers l'extérieur et l'absence d'un établissement d'éducation supérieure lui font parfois du tort.
Voici certains personnages historiques importants de Roberval qui ont été commémorés lors du 150e anniversaire de la fondation de la ville :
- Thomas Jamme : représente les premiers colons, propriétaire de la première scierie et du premier moulin, conseiller en 1866.
- Benjamin Alexander Scott : maire de 1893 à 1903, propriétaire du moulin Scott et fondateur de la pointe Scott.
- Euloge Ménard : premier marchand général de Roberval, homme d'affaires.

En mai 2021, un important incendie ravage le palais de justice de Roberval, qui dessert toute la région. Construit en 1908, celui-ci est en rénovation lors du déclenchement de l'incendie. À la suite des événements, les services de justice sont dispensés au palais de justice d'Alma, avant que soient transférés en septembre 2022 une partie des activités dans un palais de justice temporaire aménagé dans le centre commercial Plaza Roberval. 

### Chronologie municipale
- 4 mai 1859 : Fondation de la municipalité de Roberval.
- 15 septembre 1883 : Fondation du village de Roberval de la scission de la municipalité de Roberval.
- 25 avril 1903 : Le village de Roberval devient la ville de Roberval.
- 29 décembre 1956 : La ville de Roberval devient la cité de Roberval.
- 23 décembre 1976 : Annexion de la municipalité de Roberval à la cité de Roberval qui devient la ville de Roberval.

### Héraldique
| À cœur vaillant, rien d'impossible. |
| ----------------------------------- |

| L'écu de Roberval entre 1903 à 1959 se blasonne ainsi : D'argent à la bande d'azur semée de fleur de lys d'or, surchargée du bande de gueules |

| À cœur vaillant, rien d'impossible. |
| ----------------------------------- |

| L'écu de Roberval depuis 1959 se blasonne ainsi : D'argent à la bande d'azur semée de fleur de lys d'or accompagnée de deux rocs d’échiquiers de sable, à la cotice de gueules brochant sur la bande. |

## Géographie
Le territoire de la ville de Roberval est situé sur la rive sud-ouest du lac Saint-Jean, au sud de la communauté autochtone de Mashteuiatsh, bordé par les municipalités de Saint-Prime, Sainte-Hedwidge, Saint-François-de-Sales et Chambord.
Roberval est traversée par la route 169.
La rivière rivière Ouiatchouaniche traverse le village au nord tandis que la rivière Ouiatchouan détermine sa limite sud-est en coulant vers le nord. Ces deux cours d'eau ont leur embouchure dans le lac Saint-jean. À partir du lac brassard, dans le centre-ouest de la municipalité, la rivière Ouananiche coule vers le nord-est jusqu'à son embouchure dans le lac Saint-jean.

## Démographie
| 1871  | 1881  | 1891  | 1901  | 1911  | 1921  | 1931  | 1941  |
| ----- | ----- | ----- | ----- | ----- | ----- | ----- | ----- |
| 2 467 | 1 186 | 1 823 | 2 593 | 2 907 | 3 145 | 4 041 | 4 462 |

| 1951  | 1956  | 1961  | 1966   | 1971   | 1976   | 1981   | 1986   |
| ----- | ----- | ----- | ------ | ------ | ------ | ------ | ------ |
| 6 252 | 8 237 | 9 174 | 10 169 | 10 223 | 10 529 | 11 429 | 11 448 |

| 1991   | 1996   | 2001   | 2006   | 2011   | 2016   | 2021  | - |
| ------ | ------ | ------ | ------ | ------ | ------ | ----- | - |
| 11 628 | 11 640 | 10 906 | 10 544 | 10 227 | 10 046 | 9 840 | - |

## Politique

### Administration municipale
Liste des maires de la paroisse et de la ville de Roberval
Les élections municipales se font en bloc pour le maire et les six conseillers.
| Roberval Maires depuis 2005                                                                                          |                 |                                                                        |          |
| Élection | Maire           | Qualité                                                                | Résultat |
| 2005 | Denis Lebel     | Député et ministre conservateur de Roberval—Lac-Saint-Jean (2007-2015) | Voir     |
| 2007 | Michel Larouche |                                                                        | Voir     |
| 2009 | Michel Larouche | Voir                                                                   |          |
| 2013 | Guy Larouche    |                                                                        | Voir     |
| 2017 | Sabin Côté      |                                                                        | Voir     |
| 2021 | Serge Bergeron  |                                                                        | Voir     |
| Élection partielle en italique Depuis 2005, les élections sont simultanées dans toutes les municipalités québécoises |                 |                                                                        |          |

#### Conseil municipal
Maire :
Serge Bergeron
Conseillers :
- Pascal Gagnon
- Esther St-Pierre
- Gaston Langevin
- Nicole Bilodeau
- Germain Maltais
- Claudie Laroche

### Politique provinciale
Députée actuelle de Roberval à l'Assemblée nationale du Québec : Nancy Guillemette (Coalition avenir Québec)

### Politique fédérale
Député actuel de Lac-Saint-Jean à la Chambre des communes : Alexis Brunelle-Duceppe (Bloc québécois)

## Éducation
La ville de Roberval compte deux écoles primaires, Notre-Dame et Benoît-Duhamel, et une polyvalente, la Cité Étudiante. On y retrouve également deux centres de formation pour adultes : Sainte-Ursule et le Centre de formation professionnelle (CFP).

### Les Ursulines
Fondée en 1882 par la mère Saint-Raphaël, le couvent des Ursulines de QuébecUrsulines est la première école ménagère au Canada. Ce dernier est bénit et ainsi officiellement inauguré par l'évêque Dominique Racine le 1er août 1882.
En janvier 1897, un premier incendie détruit l'école ménagère et la partie supérieure de la «maison de pierre», tuant sept religieuses. Au printemps de la même année, le monastère est reconstruit, auquel on joint une nouvelle aile en brique côté nord. Une autre aile est ajoutée en 1903 et une chapelle en 1907.
Un deuxième incendie, en 1919, détruit la partie nord de l'édifice, qui sert d'externat et d'école ménagère, une nouvelle section sera érigée en 1926 pour remplacer celle-ci.
Le couvent des Ursulines fut incendié en 2002 et la partie détruite de cet établissement devint alors, à partir de 2005, l'emplacement du Jardin des Ursulines durant l'été où plusieurs artisans exposent leurs œuvres. En 2011, après 129 ans de présence, la communauté des Ursulines quitte définitivement la ville de Roberval.

### Centre de services scolaire
Le centre de services scolaire responsable des écoles de Roberval est le Centre de services scolaire du Pays-des-Bleuets (anciennement la Commission scolaire du Pays-des-Bleuets).

## Médias

### Radio
- Planète 99,5 FM

### Médias écrits
- Journal L'Étoile du Lac, hebdomadaire.

## Événements sportifs

### 6e championnats du monde de nage en eau libre FINA
Roberval a accueilli lors de l'été 2010 du 15 au 23 juillet, les nageurs de la FINA pour les Championnats du monde de nage en eau libre.

### Traversée internationale du Lac Saint-Jean
Au début des années 1950, Martin Bédard, citoyen de Roberval, athlète accompli et nageur de premier plan, conçoit l'idée d'organiser une épreuve de nage d'endurance consistant à franchir les 32 kilomètres qui séparent Péribonka de Roberval. En 1955 une première compétition a lieu et c'est Jacques Amyot qui est le premier vainqueur.
Depuis 1955, la traversée du lac Saint-Jean attire les meilleurs nageurs de longue distance au monde[réf. nécessaire]. À chaque année environ 25 nageurs, représentant une douzaine de pays, participent à la compétition, notamment Petar Stoychev, champion des 11 dernières années. Depuis 1998, la Traversée du lac Saint-Jean fait partie de la Coupe du monde de natation longue distance de la Fédération internationale de natation (FINA). L'épreuve est largement suivie par les médias.

## Religion

### Église Saint-Jean de Brébeuf
L’église Saint-Jean de Brébeuf fut construite en 1930 sur le boulevard Saint-Joseph. Le nom de l’église vient de la canonisation des Martyrs canadiens dont le père Jean de Brébeuf le 29 juin 1930. Cette église est de style gothique, elle mesure 47,25 m de longueur et 16,8 de largeur. Le coût total de l’église se chiffre à 80 000 $. Les travaux commencèrent le 15 mars 1930 pour finir un an plus tard, le 13 mars 1931, par la bénédiction officielle. Le premier curé fut le père Georges-Eugène Tremblay nommé le 24 août 1930 par l’évêque de Chicoutimi Mgr Charles Lamarche.

## Hockeyville 2008
Le 11 avril 2008, le commissaire de la Ligue nationale de hockey (LNH), Gary Bettman, annonçait sur les ondes de CBC la victoire de la municipalité de Roberval dans le cadre du concours Hockeyville, organisé par Kraft. La ville de Roberval a donc accueilli, le 23 septembre 2008, un match préparatoire de la LNH mettant aux prises les Canadiens de Montréal et les Sabres de Buffalo. Avec un nombre de 2 198 665 votes, Roberval surclasse Kingsville (1 491 787 votes) par plus de 700 000 votes.

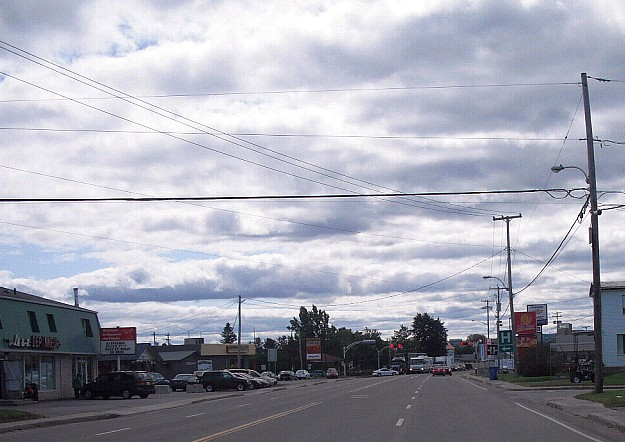
Vue sur l'artère commerciale principale de Roberval, le boulevard Marcotte.

## Personnalités natives de Roberval
- Georges-Henri Lévesque (1903-2000), homme religieux et sociologue
- Benoit Bouchard (1940- ), homme politique
- Bernard Lord (1965- ), homme politique
- Lionel Villeneuve (1925-2000), acteur
- Régis Labeaume (1956- ), homme politique
- Denis Lévesque (1958- ), journaliste et animateur de télévision
- Martin Gaudreault (1959-), artiste-photographe
- Samuel Girard (1998-), hockeyeur

### Groupes musicaux formés à Roberval
- Les Fréres Cheminaud, musiciens (Pierre Fortin, Benoit Bouchard, Charles Perron)
- Les Dales Hawerchuk, musiciens (Sébastien Séguin, Sylvain Séguin, Pierre Fortin, Charles Perron)
- Direction (groupe), composé de Marco Paradis, Serge Tremblay et Jean-Claude Tremblay.
- Week end (CHRL Weekend) composé de Sylvain Girard, Mario Paradis, Marc Bonneau et Gilbert « Toto » Garneau.
- Nuage, composé de Martin Lambert, Pierre Bédard, Patrice Girard et Sylvain Bouchard (lors de la formation du groupe)
- Gypsy, composé de Ricky Stewart, Rémy Boutin, Marc Fournier, Sylvain Bouchard (remplacé plus tard par Martin Fournier) et Érik Simard.